# 77

## Події
- Консули Риму: Веспасіан і Тит. Гней Юлій Агрікола після Доміціана стає консулом-суфектом.
- Пліній Старший видає перші 10 томів лат. Naturalis Historia.
- Повстання Бруктерів проти Римської імперії.
- Римляни підкорили Англсі.

## Померли
- Тару — корейський ван, другий правитель держави Пекче періоду Трьох держав.